# Kanton Saint-Martin-de-Londres
Kanton Saint-Martin-de-Londres (francouzsky Canton de Saint-Martin-de-Londres) je francouzský kanton v departementu Hérault v regionu Languedoc-Roussillon. Tvoří ho 10 obcí.

## Obce kantonu
- Causse-de-la-Selle
- Mas-de-Londres
- Notre-Dame-de-Londres
- Pégairolles-de-Buèges
- Rouet
- Saint-André-de-Buèges
- Saint-Jean-de-Buèges
- Saint-Martin-de-Londres
- Viols-en-Laval
- Viols-le-Fort